# 川南

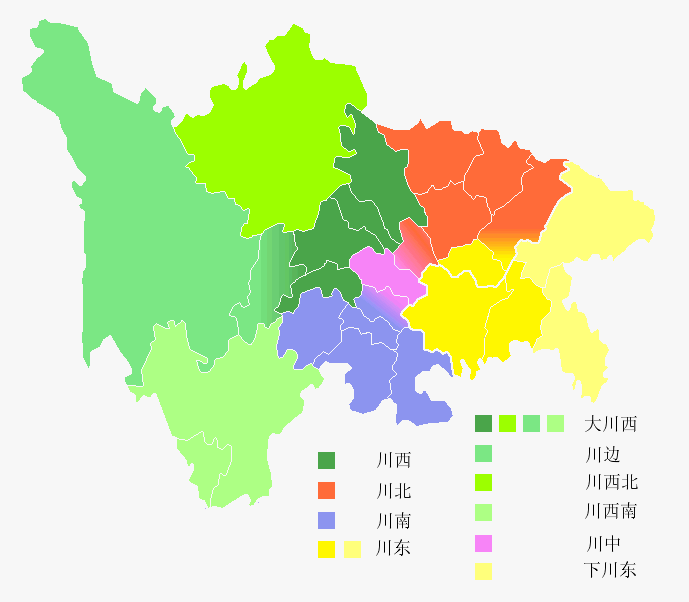
四川传统区划

川南即指四川南部，是四川的一个地区，通常包括宜宾市、自贡市、内江市、泸州市、乐山市等五个地级市，有时也会扩展纳入川西南地区的凉山彝族自治州和攀枝花市。
川南属于四川经济中等发达地区，根据2010年各市地区生产总值和2010年全国第六次人口普查各市常住人口等数据，川南地区各市人均GDP多高于川北、川东（除重庆一小时经济圈）地区各地市。

## 詳見
- 川南行署區
- 四川省